# Ligne 113 (chemin de fer slovaque)
Pour les articles homonymes, voir Ligne 112.
La ligne 113 des chemins de fer Slovaque relie Zohor à Záhorská Ves.

## Histoire
La mise en service à une voie de la ligne de Zohor à Záhorská Ves date du 15 novembre 1911. 